# Le Loukoum à la pistache
Le Loukoum à la pistache est un livre de Catherine Zarcate inspiré d'un conte de tradition orale d'origine moyenne-orientale.

## Résumé
Cette histoire est celle d'un grand vizir qui, à la suite d'un signe, croit à sa future disgrâce. Quelques jours plus tard, il est effectivement jeté en prison et y croupit dans des conditions épouvantables, rêvant à un loukoum à la pistache.

## Éditions imprimées
- Catherine Zarcate, Le Loukoum à la pistache, Syros, coll. Paroles de Conteurs, 2000.